# Provinz Aki

Provinz Aki (heute: westlicher Teil der Präfektur Hiroshima)

Aki rot, San’yō-dō grün

Aki (jap. 安芸国, Aki no kuni) oder Geishū (芸州) war eine der Provinzen Japans in San’yōdō, modern geographisch in der Region Chūgoku bzw. San’yō des westlichen Honshū. Sie umfasste den westlichen Teil der heutigen Präfektur Hiroshima in Japan.

## Geschichte
Als Kaiser Shōmu die Einrichtung zweier offizieller Tempel für jede Provinz anordnete (einen für männliche buddhistische Priester, einen für Nonnen) wurden auch in dieser Provinz zwei Tempel gegründet. Der Provinztempel (kokubun-ji) entstand im heutigen Higashihiroshima. Seit der späten Heian-Zeit (12. Jahrhundert) war die Provinz für den Itsukushima-Schrein bekannt. Taira no Kiyomori spendete einen neuen Gebäudekomplex und Sutrenrollen.
Miyajima hatte einen guten Seehafen und strategische Bedeutung. Während der Sengoku-Zeit war die Stadt bis 1600 der Sitz des Mōri-Clans. 1555 gewann Mōri Motonari die Schlacht von Itsukushima gegen Sue Harutaka und etablierte seine Macht im westlichen Teil von Honshū. Mōri Terumoto, eines der Mitglieder des Rates der Fünf Regenten, den Toyotomi Hideyoshi für seinen Sohn ernannte, stand vor der Schlacht von Sekigahara auf der Seite von Ishida Mitsunari und verlor Aki und viele andere Herrschaftsgebiete. 
Nach einer kurzen Regierung von Fukushima Masanori wurde 1619 Asano Nagaakira als Daimyō von Hiroshima ernannt – mit einem Einkommen von 420.000 Koku Reis. Bis zur Meiji-Restauration regierten die Asano fast die ganze Provinz. Das Herrschaftsgebiet des Daimyō wurde 1871 in Präfektur Hiroshima umbenannt, aus der nach einigen Zusammenlegungen die heutige Präfektur entstand. 

## Umfang
Die Provinz Aki umfasste folgende Landkreise (kōri, später -gun):
- Aki (安藝郡)
- Kamo (賀茂郡)
- Numta (沼田郡)
- Saeki (佐伯郡)
- Takamiya-gun (高宮郡)
- Takata (高田郡)
- Toyota (豐田郡)
- Yamagata (山縣郡)